# Sveti Juraj
Sveti Juraj (prej: Jurjevo) je obmorsko naselje na Hrvaškem, ki upravno spada pod mesto Senj Liško-senjske županije. Leži ob vznožju Velebita, 10 km južno od Senja.
Naselje je nastalo na kraju, kjer je najlažji dostop čez 1002 m visoki prelaz Oltari v zaledje Velebita in dalje v Liko.   Sveti Juraj je bil v zgodnjem 20. stoletju predvsem pomembno pristanišče za prevoz lesa iz Velebita. Prav tako je v času Jugoslavije služil kot pristanišče za potrebe ladijskih povezav z zaporom na Golem otoku.
Danes živijo prebivalci kraja pretežno od ribištva in turizma. Sveti Juraj postaja tudi pomembno izhodišče za izlete v nekatere znane turistične kraje na hrvaškem: Senj (srednjeveško mesto),  Krasno (verski in kulturni center na Velebitu) in narodni park Plitvička jezera. 

## Zgodovina
Nad naseljem na lokaciji Gradina so bili najdeni ostanki prazgodovinskega naselja Alopsoi. V rimskem času so tu ob obali ustanovil municipij Lopsica. Pri arheoloških izkopavanjih so našli grobove iz 1. in 2. stoletja. V istem času je bil otoček Lisac s kamnitim nasipom povezan s kopnim, ki pa se je kasneje skupaj z antičnim naseljem na obali potopil v morje. V času preseljevanja ljudstev je bilo tu v 12. stoletju postavljeno novo naselje z benediktinski samostanom sv. Jurja, ob njem pa je bila v 14. stoletju postavljena še gotska cerkev Filipa i Jakova s pokopališčem, ki je bila v 19. stoletju zapuščena. Zaradi turških vpadov so prebivalci v začetku 16. stoletja naselje zapustili. Sredi 18. stoletja je ponovno zaživelo, postalo pristaniško, trgovsko in versko središče. Cerkev sv. Jurja so postavili leta 1856.

## Demografija
| Pregled števila prebivalcev po letih | Pregled števila prebivalcev po letih | Pregled števila prebivalcev po letih | Pregled števila prebivalcev po letih | Pregled števila prebivalcev po letih | Pregled števila prebivalcev po letih | Pregled števila prebivalcev po letih | Pregled števila prebivalcev po letih | Pregled števila prebivalcev po letih | Pregled števila prebivalcev po letih | Pregled števila prebivalcev po letih | Pregled števila prebivalcev po letih | Pregled števila prebivalcev po letih | Pregled števila prebivalcev po letih | Pregled števila prebivalcev po letih |
| ------------------------------------ | ------------------------------------ | ------------------------------------ | ------------------------------------ | ------------------------------------ | ------------------------------------ | ------------------------------------ | ------------------------------------ | ------------------------------------ | ------------------------------------ | ------------------------------------ | ------------------------------------ | ------------------------------------ | ------------------------------------ | ------------------------------------ |
| 1857                                 | 1869                                 | 1880                                 | 1890                                 | 1900                                 | 1910                                 | 1921                                 | 1931                                 | 1948                                 | 1953                                 | 1961                                 | 1971                                 | 1981                                 | 1991                                 | 2001                                 |
| 553                                  | 632                                  | 481                                  | 674                                  | 704                                  | 668                                  | 489                                  | 577                                  | 559                                  | 604                                  | 683                                  | 745                                  | 687                                  | 691                                  | 692                                  |